# ユーリーグ
ユーリーグ株式会社（U-REAG）は、かつて東京都新宿区にあった出版社、通信販売会社である。

## 概要
1989年（平成元年）に設立。健康・生き方・趣味をテーマに書店では買えない定期購読雑誌『いきいき』や、ファッション・化粧品などを扱う通販雑誌『ふくふく』を手掛けた。
『いきいき』に連載された日野原重明のエッセイをまとめた『生きかた上手』（2001年、ISBN 4946491260） はトーハン調べで2002年（平成14年）の年間総合3位となるベストセラーとなった。森光子やオードリー・ヘプバーンを起用したテレビCMなども放送された。
2007年（平成19年）1月22日には当時の副社長の片寄斗史子がテレビ東京のトーク番組「日経スペシャル カンブリア宮殿」に出演し、その時点で「いきいき」は43万部を発行していた。
2007年3月期の年間売り上げは約166億4300万円、しかし2007年春より導入した会計システムの不具合から信用不安が起こり、2009年3月30日には約65億円の負債総額をかかえて東京地裁に民事再生法の適用を申請した。
2009年（平成21年）3月30日に民事再生法の適用を申請、負債総額は65億円だった。その後、「いきいき」「ふくふく」事業は同年4月20日に設立した「いきいき株式会社」に譲渡。当時の代表取締役社長は黒坂勉、副社長及び編集長は片寄斗史子が務めていたが、その後、代表取締役社長は宮澤孝夫に交代した。
「いきいき株式会社」は2016年4月に「株式会社ハルメク」と社名を変更し、旧ユーリーグ株式会社の事業を継続している。

## テレビ番組
- 日経スペシャル カンブリア宮殿 「間違いだらけのシニアビジネス」（2007年1月22日、テレビ東京）- 副社長・片寄斗史子が出演[8]。